# 미국 연방법관
미국 연방법관이란 미합중국 대통령에 의해 임명되고 미국 상원에 의해 비준된 연방법원의 판사를 말한다. 연방법관의 지위는 미국 헌법에 명시되어 있다. 연방법관은 헌법 제3조에 의해 올바른 행동(good behavior)의 경우 임기가 보장된다.

## 같이 보기
- 연방법원